# Super Bowl XXVII
Il Super Bowl XXVII è stata una partita di football americano tra i campioni dell'American Football Conference (AFC), i Buffalo Bills, e i campioni della National Football Conference (NFC), i Dallas Cowboys per determinare il campione della National Football League (NFL) per la stagione 1992. I Cowboys sconfissero i Bills con punteggio di 52–17, vincendo il terzo Super Bowl della storia della squadra, il primo degli ultimo quindici anni. I Bills divennero la prima squadra a perdere tre Super Bowl consecutivi e la seconda squadra a giocarne tre di fila  (i Miami Dolphins giocarono nei Super Bowls VI-VIII, vincendo il VII e l'VIII). La gara fu disputata il 31 gennaio 1993 al Rose Bowl di Pasadena, in California, il settimo  Super Bowl disputato nella grande area di Los Angeles.
I Bills arrivarono a disputare il loro terzo Super Bowl consecutivo dopo aver terminato la stagione regolare con un record di 11-5 ma entrando nei playoff come wild card a causa della classifica avulsa. I Cowboys giunsero a disputare il loro sesto Super Bowl dopo un record di 13-3 nella stagione regolare.
Dallas forzò i Bills a perdere nove palloni (nuovo record per un Super Bowl), di cui cinque fumble. Trentacinque dei punti segnati dai Cowboys vennero da quei turnover, inclusi tre touchdown nel primo tempo. Il quarterback di riserva dei Bills Frank Reich, che aveva sostituito l'infortunato titolare Jim Kelly, lanciò un touchdown da 40 yard alla fine del terzo quarto, riducendo lo svantaggio a 31-17 ma Dallas segnò altri tre touchdown nell'ultimo quarto. Il quarterback dei Cowboys Troy Aikman fu nominato MVP della gara, completando 22 passaggi su 30 per 273 yard e 4 touchdown, oltre a correre 28 yard.
Michael Jackson si esibì per tutta la durata dell'intervallo, iniziando la tradizione della NFL di invitare i maggiori artisti per lo spettacolo di metà gara per mantenere alta l'attenzione sull'evento.

## Formazioni titolari
Fonte:
| Dallas           | Ruolo     | Buffalo           |
| ---------------- | --------- | ----------------- |
| Attacco          |           |                   |
| Alvin Harper     | WR        | James Lofton      |
| Mark Tuinei      | LT        | Will Wolford      |
| Nate Newton      | LG        | Jim Ritcher       |
| Mark Stepnoski   | C         | Kent Hull         |
| John Gesek       | RG        | Glenn Parker      |
| Erik Williams    | RT        | Howard Ballard    |
| Jay Novacek      | TE        | Pete Metzelaars   |
| Michael Irvin    | WR        | Andre Reed        |
| Troy Aikman      | QB        | Jim Kelly         |
| Emmitt Smith     | RB        | Thurman Thomas    |
| Daryl Johnston   | FB-WR     | Don Beebe         |
| Difesa           |           |                   |
| Tony Tolbert     | LE        | Phil Hansen       |
| Russell Maryland | LDT-NT    | Jeff Wright       |
| Tony Casillas    | RDT-RE    | Bruce Smith       |
| Charles Haley    | RE-LOLB   | Marvcus Patton    |
| Ken Norton Jr.   | LOLB-LILB | Shane Conlan      |
| Robert Jones     | MLB-RILB  | Cornelius Bennett |
| Vinson Smith     | ROLB      | Darryl Talley     |
| Larry Brown      | LCB       | James Williams    |
| Kevin Smith      | RCB       | Nate Odomes       |
| Thomas Everett   | SS        | Henry Jones       |
| James Washington | FS        | Mark Kelso        |